# Chieti Calcio 2001-2002
Questa pagina raccoglie le informazioni riguardanti il Chieti Calcio nelle competizioni ufficiali della stagione 2001-2002.

## Rosa
| N. |                   | Ruolo | Calciatore          |
| -- | ----------------- | ----- | ------------------- |
|    | Italia (bandiera) | A     | Luca Albieri        |
|    | Italia (bandiera) | D     | Alessandro Battisti |
|    | Italia (bandiera) | A     | Raffaele Biancolino |
|    | Italia (bandiera) | C     | Danilo Coppola      |
|    | Italia (bandiera) | C     | Tony D'Amico        |
|    | Italia (bandiera) | C     | Emanuele D'Anna     |
|    | Italia (bandiera) | C     | Domenico De Simone  |
|    | Italia (bandiera) | A     | Fabio Di Vito       |
|    | Italia (bandiera) | D     | Massimo Drago       |
|    | Italia (bandiera) | P     | Claudio Furlan      |
|    | Italia (bandiera) | D     | Emanuele Gabrieli   |
|    | Italia (bandiera) | D     | Alessandro Gola     |
|    | Italia (bandiera) | D     | Rosario Guarino     |
|    | Italia (bandiera) | P     | Silvio Lafuenti     |

| N. |                    | Ruolo | Calciatore              |
| -- | ------------------ | ----- | ----------------------- |
|    | Italia (bandiera)  | A     | Aliosha Mammarella      |
|    | Italia (bandiera)  | C     | Attilio Nicodemo        |
|    | Italia (bandiera)  | D     | Diego Palermo           |
|    | Italia (bandiera)  | C     | Antonio Papa            |
|    | Italia (bandiera)  | D     | Angelo Giuseppe Petitto |
|    | Italia (bandiera)  | D     | Nazario Pignotti        |
|    | Italia (bandiera)  | A     | Gianvito Plasmati       |
|    | Italia (bandiera)  | A     | Gianluca Porro          |
|    | Croazia (bandiera) | C     | Ivan Rajčić             |
|    | Italia (bandiera)  | A     | Stefano Sgambati        |
|    | Italia (bandiera)  | A     | Maurizio Tacchi (III)   |
|    | Italia (bandiera)  | D     | Paolo Zaccagnini        |
|    | Italia (bandiera)  | D     | Gianluca Zattarin       |

## Risultati

### Campionato

#### Girone di andata
| 2 settembre 2001 1ª giornata | Giulianova | 2 – 0 | Chieti |  |

| 9 settembre 2001 2ª giornata | Chieti | 1 – 0 | Pescara |  |

| 16 settembre 2001 3ª giornata | Ascoli | 1 – 0 | Chieti |  |

| 23 settembre 2001 4ª giornata | Chieti | 2 – 1 | Taranto |  |

| 30 settembre 2001 5ª giornata | Castel di Sangro | 0 – 1 | Chieti |  |

| 7 ottobre 2001 6ª giornata | Chieti | 0 – 0 | Nocerina |  |

| 14 ottobre 2001 7ª giornata | Lanciano | 0 – 0 | Chieti |  |

| 21 ottobre 2001 8ª giornata | Avellino | 3 – 2 | Chieti |  |

| 28 ottobre 2001 9ª giornata | Chieti | 0 – 0 | Vis Pesaro |  |

| 4 novembre 2001 10ª giornata | L'Aquila | 1 – 0 | Chieti |  |

| 11 novembre 2001 11ª giornata | Chieti | 1 – 1 | Lodigiani |  |

| 18 novembre 2001 12ª giornata | Chieti | 2 – 0 | Torres |  |

| 25 novembre 2001 13ª giornata | Fermana | 1 – 1 | Chieti |  |

| 2 dicembre 2001 14ª giornata | Chieti | 0 – 0 | Catania |  |

| 9 dicembre 2001 15ª giornata | Sora | 2 – 0 | Chieti |  |

| 16 dicembre 2001 16ª giornata | Chieti | 0 – 1 | Viterbese |  |

| 23 dicembre 2001 17ª giornata | Sporting Benevento | 3 – 0 | Chieti |  |

#### Girone di ritorno
| 6 gennaio 2002 18ª giornata | Chieti | 2 – 1 | Giulianova |  |

| 13 gennaio 2002 19ª giornata | Pescara | 1 – 1 | Chieti |  |

| 20 gennaio 2002 20ª giornata | Chieti | 3 – 0 | Ascoli |  |

| 27 gennaio 2002 21ª giornata | Taranto | 0 – 0 | Chieti |  |

| 3 febbraio 2002 22ª giornata | Chieti | 2 – 0 | Castel di Sangro |  |

| 10 febbraio 2002 23ª giornata | Nocerina | 2 – 2 | Chieti |  |

| 17 febbraio 2002 24ª giornata | Chieti | 0 – 0 | Lanciano |  |

| 3 marzo 2002 25ª giornata | Chieti | 0 – 1 | Avellino |  |

| 10 marzo 2002 26ª giornata | Vis Pesaro | 1 – 1 | Chieti |  |

| 17 marzo 2002 27ª giornata | Chieti | 0 – 0 | L'Aquila |  |

| 24 marzo 2002 28ª giornata | Lodigiani | 0 – 0 | Chieti |  |

| 30 marzo 2002 29ª giornata | Torres | 2 – 0 | Chieti |  |

| 7 aprile 2002 30ª giornata | Chieti | 2 – 1 | Fermana |  |

| 14 aprile 2002 31ª giornata | Catania | 1 – 2 | Chieti |  |

| 21 aprile 2002 32ª giornata | Chieti | 1 – 0 | Sora |  |

| 28 aprile 2002 33ª giornata | Viterbese | 1 – 1 | Chieti |  |

| 5 maggio 2002 34ª giornata | Chieti | 1 – 0 | Sporting Benevento |  |